# Championnat du Malawi de football 2012-2013
Navigation
Saison précédente Saison suivante
La saison 2012-2013 du Championnat du Malawi de football est la vingt-septième édition de la Super League, le championnat de première division malawite. Elle se déroule sous la forme d’une poule unique avec quinze formations, qui s’affrontent à deux reprises. En fin de saison, les trois derniers du classement sont relégués et remplacés par les trois meilleurs clubs de D2.
C'est le club de Silver Strikers, tenant du titre, qui remporte à nouveau le championnat cette saison après avoir terminé en tête du classement final, à égalité de points avec le FC Bullets, mais avec une meilleure différence de buts. C'est le septième titre de champion du Malawi de l'histoire du club. La surprise vient du bas du classement puisque le Super ESCOM, vice-champion la saison précédente et champion deux saisons auparavant, termine à l'avant-dernière place et doit donc descendre en deuxième division.

## Les clubs participants
- FC Bullets
- Moyale Barracks FC
- CIVO United
- Silver Strikers
- Red Lions Zomba
- Tigers FC
- Mighty Wanderers
- Blue Eagles FC
- Bvumbwe Research FC - Promu de D2
- Blantyre United
- Super ESCOM
- EPAC United
- Kamuzu Barracks FC - Promu de D2
- MAFCO FC
- Kabwafu United - Promu de D2

## Compétition

### Classement
| Rang | Équipe               | Pts | J  | G  | N | P  | Bp | Bc | Diff |
| ---- | -------------------- | --- | -- | -- | - | -- | -- | -- | ---- |
| 1    | Silver StrikersT     | 58  | 28 | 18 | 4 | 6  | 64 | 27 | +37  |
| 2    | FC Bullets           | 58  | 28 | 17 | 7 | 4  | 52 | 21 | +31  |
| 3    | Blantyre United      | 51  | 28 | 16 | 3 | 9  | 54 | 45 | +9   |
| 4    | Mighty WanderersC    | 48  | 28 | 14 | 6 | 8  | 39 | 27 | +12  |
| 5    | Red Lions Zomba      | 46  | 28 | 13 | 7 | 8  | 32 | 30 | +2   |
| 6    | CIVO United          | 42  | 28 | 12 | 6 | 10 | 33 | 38 | -5   |
| 7    | Blue Eagles FC       | 41  | 28 | 12 | 5 | 11 | 33 | 31 | +2   |
| 8    | Moyale Barracks FC   | 38  | 28 | 11 | 5 | 12 | 35 | 31 | +4   |
| 9    | EPAC United          | 38  | 28 | 10 | 8 | 10 | 39 | 36 | +3   |
| 10   | MAFCO FC             | 38  | 28 | 11 | 5 | 12 | 41 | 43 | -2   |
| 11   | Tigers FC            | 37  | 28 | 11 | 4 | 13 | 32 | 32 | 0    |
| 12   | Kamuzu Barracks FCP  | 36  | 28 | 9  | 9 | 10 | 27 | 33 | -6   |
| 13   | Bvumbwe Research FCP | 24  | 28 | 7  | 3 | 18 | 34 | 53 | -19  |
| 14   | Super ESCOM          | 19  | 28 | 4  | 7 | 17 | 28 | 60 | -32  |
| 15   | Kabwafu UnitedP      | 14  | 28 | 3  | 5 | 20 | 20 | 56 | -36  |

|  | Champion du Malawi 2012-2013                                                           |
|  | Relégation directe en deuxième division                                                |
|  | T : Tenant du titre C : Vainqueur de la Coupe du Malawi P : Promu de deuxième division |

## Bilan de la saison
| Championnat du Malawi de football 2012-2013 |                            |
| Champion                                    | Silver Strikers (7e titre) |
| Coupes et trophées                          |                            |
| Vainqueur de la Coupe du Malawi 2012-2013   | Mighty Wanderers           |
| Qualifications continentales                |                            |
| Ligue des champions de la CAF 2013          | Aucun                      |
| Coupe de la confédération 2013              | Aucun                      |
| Promotions et relégations                   |                            |
| Promus en Super League                      | Envirom FC                 |
| Promus en Super League                      | Mponela United             |
| Promus en Super League                      | Super Eagles FC            |
| Relégués en National League                 | Bvumbwe Research FC        |
| Relégués en National League                 | Super ESCOM                |
| Relégués en National League                 | Kabwafu United             |